# سید عبدالله شیرازی

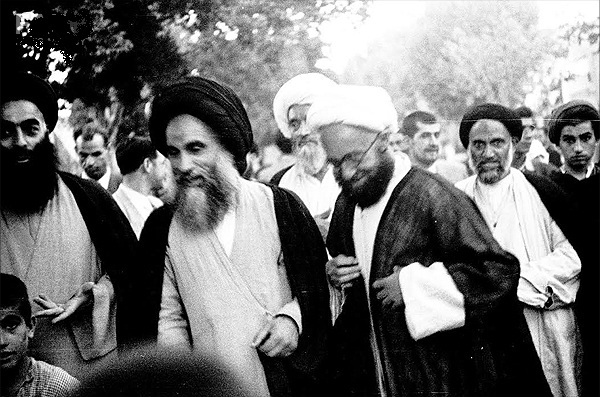
سید عبدالله شیرازی به همراه سلطان الواعظین شیرازی

سیّد عبدالله موسوی شیرازی (۲۳ اسفند ۱۲۷۰ – ۵ مهر ۱۳۶۳) فقیه و مجتهد اصولی و یکی از مراجع تقلید شیعه در سدهٔ بیستم میلادی و از نوادگان احمد بن موسی، معروف به شاه چراغ بود.
شیرازی در سال ۱۲۷۰ در یکی از محلات شیراز متولد شد.وی بعدها به جهت شهرتی که پیدا کرد و چون متولد شهر شیراز بود، با نام سید عبدالله شیرازی معروف گردید.
او  به سبب مبارزات خود علیه انگلیس به همراه خانواده خود مدتی تبعید شد. همچنین وی در واقعه مسجد گوهرشاد مشهد (۱۳۱۴) و واقعه ۹ و ۱۰ دی مشهد (یکشنبه خونین مشهد )نقش مهمی را ایفا نمود.

## خاندان
جد وی، سید محمدعلی از فعالان مشروطیت در تهران و از حامیان فضل‌الله نوری بود که پس از اعدام شیخ فضل‌الله نوری به شیراز رفت. پدرش سید محمدطاهر (درگذشته ۱۳۴۵ق/ ۱۳۰۴ش) نیز در مبارزات علیه نفوذ انگلیس در ایران (بخصوص جنوب) نقش داشت. از اینرو دولت انگلیس توسط مأمور خود ساکس، او و فرزندش (سید عبدالله) را ۶ ماه به سیوند (۷۴ کیلومتری شیراز) اصفهان تبعید کرد. دراین زمان، سید محمدجعفر فرزند بزرگترش سرپرستی خانواده را داشت.

## تحصیلات حوزوی
وی در نزدیک‌ترین حوزه علمیه زادگاهش، به آموختن لغت، صرف و نحو و ادبیات عرب پرداخت و برخی از کتاب‌های اصولی و فقهی و منطق و فلسفه را نزد استادان حوزه علمیه شیراز و پدر خویش آموخت.

### استادان در شیراز
علی ابیوردی، میرزا محمدصادق مجتهد و محمد رضا ثامنی استادان او در حوزه علمیه شیراز بودند.

### در حوزه علمیه نجف
وی به دلیل فعالیت‌های سیاسی علیه خاندان پهلوی، در جمادی‌الاولی ۱۳۳۳ ق شیراز را به قصد ادامه تحصیل در حوزه علمیه نجف، ترک گفت. وی در مدرسه بزرگ آخوند خراسانی حجره گرفت.استادان وی  در حوزه علمیه نجف، سید ابوالحسن اصفهانی، آقا ضیاءالدین عراقی و محمدحسین نائینی بودند.

## بازگشت به شیراز
پس از ۱۲ سال تحصیل در حوزه علمیه نجف، در ۱۷ جمادی‌الثانی ۱۳۴۵ به شیراز برگشت. حوزه علمیه شیراز ـ پس از کودتای رضاخان در سال ۱۲۹۹ ـ تقریباً پیکره و نظام خود را از دست داده بود و بیش‌تر طلاب آن به حوزه‌های علمیه اصفهان و شهرهای دیگر هجرت کرده بودند. 
او توانست حوزه علمیه شیراز را بازسازی کند و طلاب مهاجر را دوباره بازگرداند.
وی مدیریت مدرسه خان را به عنوان حوزه مرکزی شیراز بر عهده گرفت و بر بقیه مدرسه‌های علمیه شیراز نظارت می‌کرد. او با کمک محمدجعفر محلاتی، سید عبدالباقی شیرازی و علمای دیگر شیراز، حوزه علمیه شیراز را رونق بخشید.
در جریان قیام ۱۳۰۶ حاج آقا نورالله نجفی اصفهانی وی همراه سید عبدالباقی شیرازی برای هماهنگی با علمای قم جهت مبارزه با سیاست‌های ضد دینی رضاشاه، به صورت مخفیانه، راهی قم گردید تا با عبدالکریم حائری یزدی مذاکره نماید.
در طول مبارزات انقلاب ایران و بعد از پیروزی آن دیدار و مکاتباتی با سید روح‌الله خمینی داشته‌است. از جمله می‌توان به حمایت او از اشغال سفارت آمریکا اشاره کرد، که طی تلگرافی هنگامی که برای حج در مکه به سر می‌برد ابراز شد و پاسخ تشکرآمیز سید روح‌الله خمینی را به دنبال داشت.

## درگذشت
وی در ۵ مهر ۱۳۶۳ در سن ۹۲ سالگی در مشهد درگذشت و در حرم علی بن موسی الرضا دفن شد. سید روح‌الله خمینی در پیامی درگذشت وی را تسلیت گفت.

## آثار
- عمدة الوسائل فی الحاشیة علی الرسائل[۱۳]
- کتاب القضاء[۱۴]
- الدرر المبیض فی منجزات المریض[۱۵]
- ازاحة الشبهات فی الشک فی الرکعات[۱۶]
- رفع الحاجب فی الاجرة علی الواجب[۱۷]
- ازاحة الشبهة فی حکم الافاق المتحدة و المختلفه[۱۸]
- التحفة الکاظمیة فی قتل الحیوانات بالآلات الکهربائیة[۱۹]
- الرسالة الرجبیة[۲۰]
- الرسالة الربیعیة فی تصحیح النیابة العبادیة[۲۱]
- المسألة الرجوعیة فی حکم المطلقة الرجعیة[۲۲]
- الحاشیة علی العروة الوثقی[۲۳]
- الاحتجاجات العشره[۲۴]
- الامامة و الشیعة[۲۵]
- پوشش زن از دیدگاه اسلام
- امام و امامت از دیدگاه اسلام
- مناظرات ده‌گانه با علمای اهل سنت[۲۶]
- ذخیرة الصالحین[۲۷]
- توضیح المسائل[۲۸]
- مناسک حج[۲۹]
- انیس المقلدین[۳۰]